# Modelarstwo lotnicze

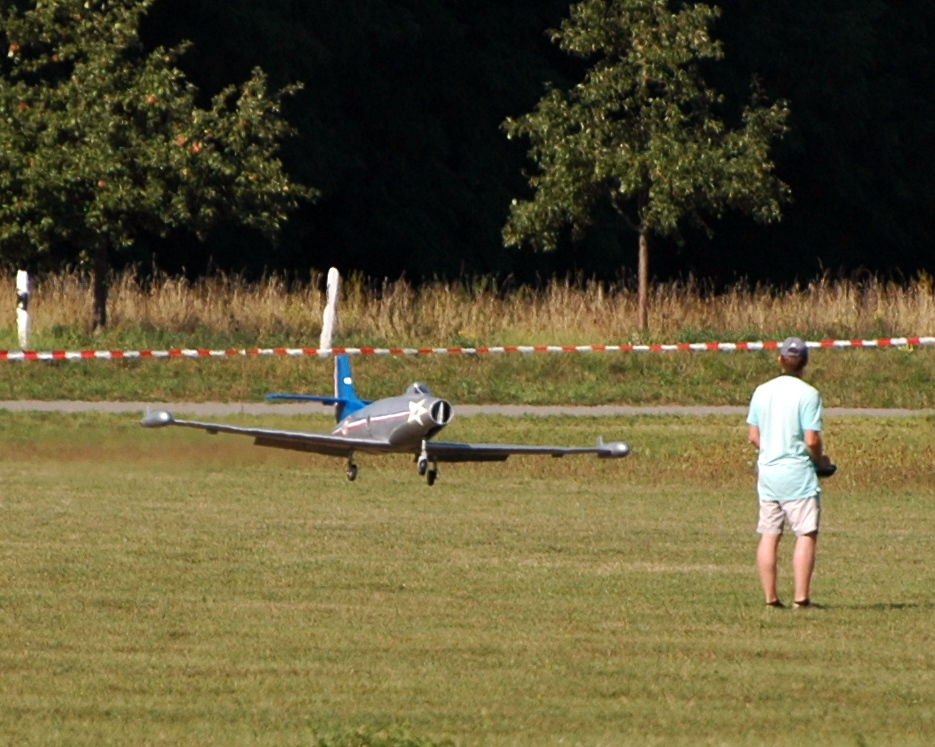
Modelarz pilotujący model samolotu

Modelarstwo lotnicze jest uznawane za dziedzinę sportu; międzynarodowe zawody modelarskie odbywają się zgodnie z regulaminem FAI. Buduje się latające modele szybowców, a także samolotów i śmigłowców, napędzane silnikami spalinowymi tłokowymi dwu- lub czterosuwowymi o zapłonie żarowym lub elektrycznymi. Dawniej wykorzystywano silniki na sprężony dwutlenek węgla lub spalinowe tłokowe samozapłonowe.
Modele mogą być swobodnie latające, zdalnie sterowane lub latające na uwięzi.
Do modelarstwa lotniczego zalicza się również redukcyjne modele lotnicze oraz modelarstwo kosmiczne.

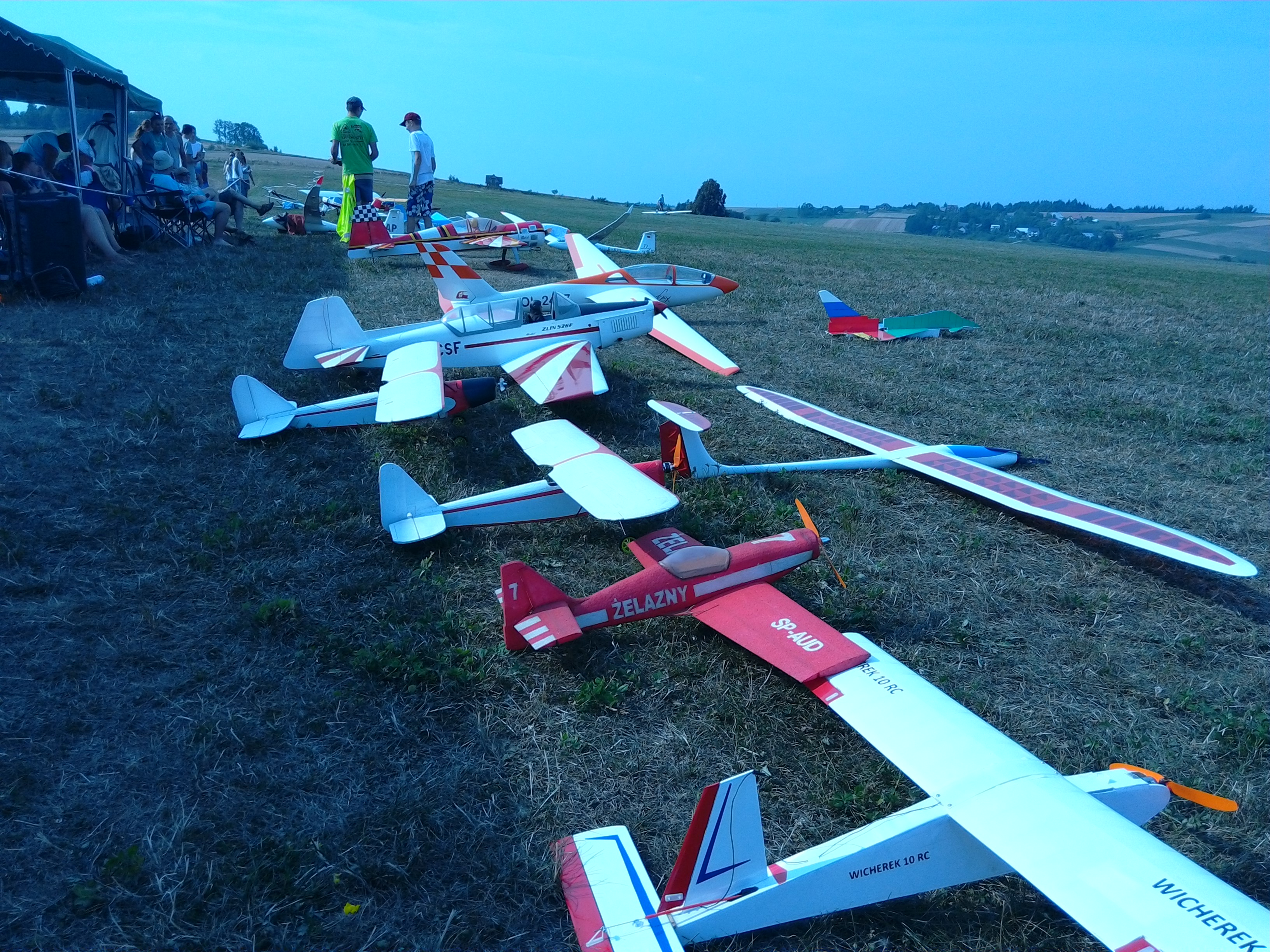
Modele samolotów i szybowców

## Podział modeli latających na klasy
- Kategoria modeli swobodnie latających:
  - F1N - modele szybowców halowych wyrzucanych z ręki
  - F1A – modele szybowców
  - F1B – modele z napędem gumowym
  - F1C – modele z napędem spalinowym
  - F1D – modele halowe z napędem gumowym
  - F1E – modele szybowców do lotów na zboczu sterowanych mechanicznie
- Kategoria modeli na uwięzi:
  - F2A – modele prędkościowe
  - F2B – modele akrobacyjne na uwięzi

- - F2C – modele wyścigowe

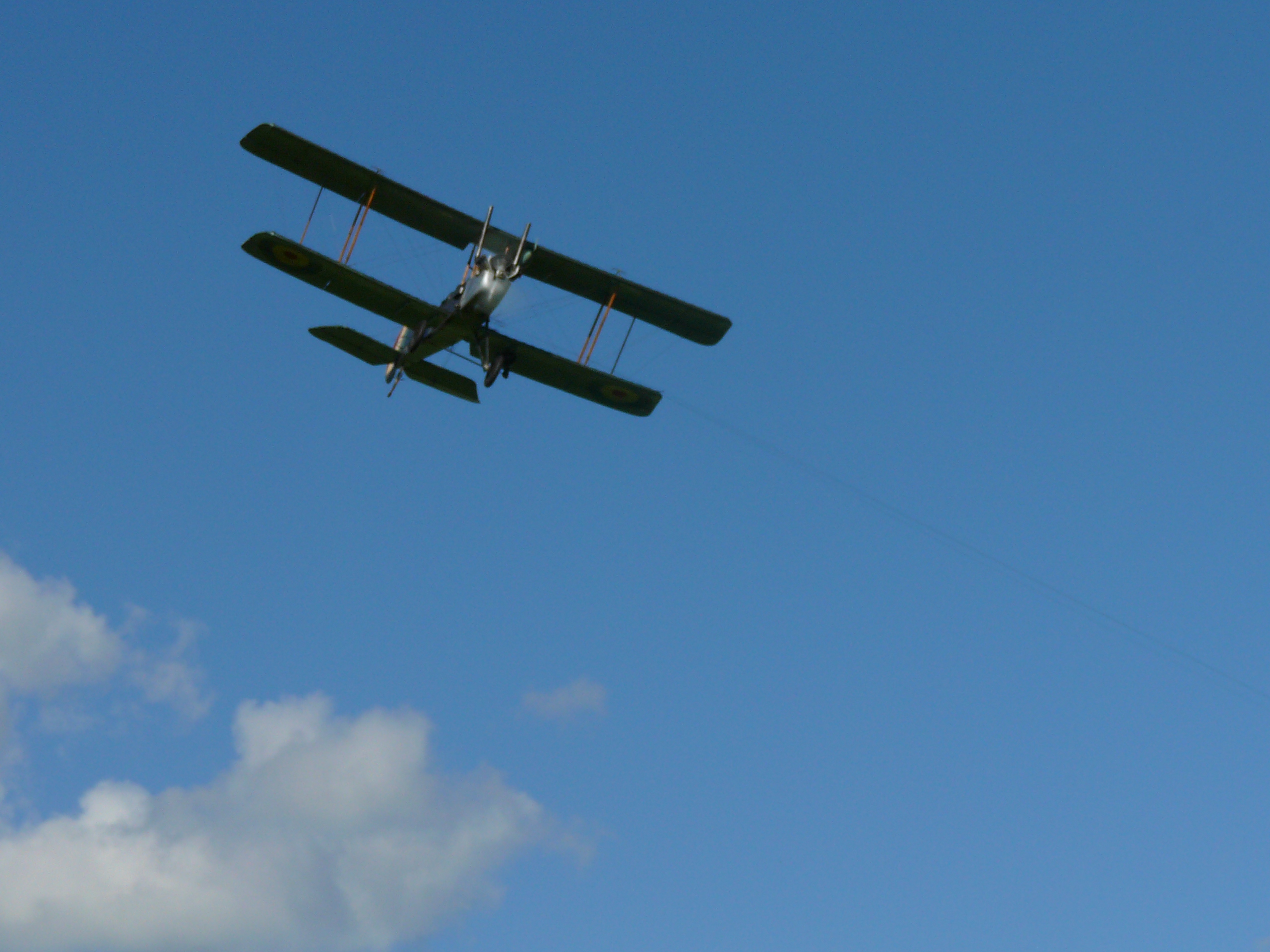
Model latający na uwięzi (widoczne linki, za pomocą których modelarz steruje)

  - F2D – modele do walki powietrznej

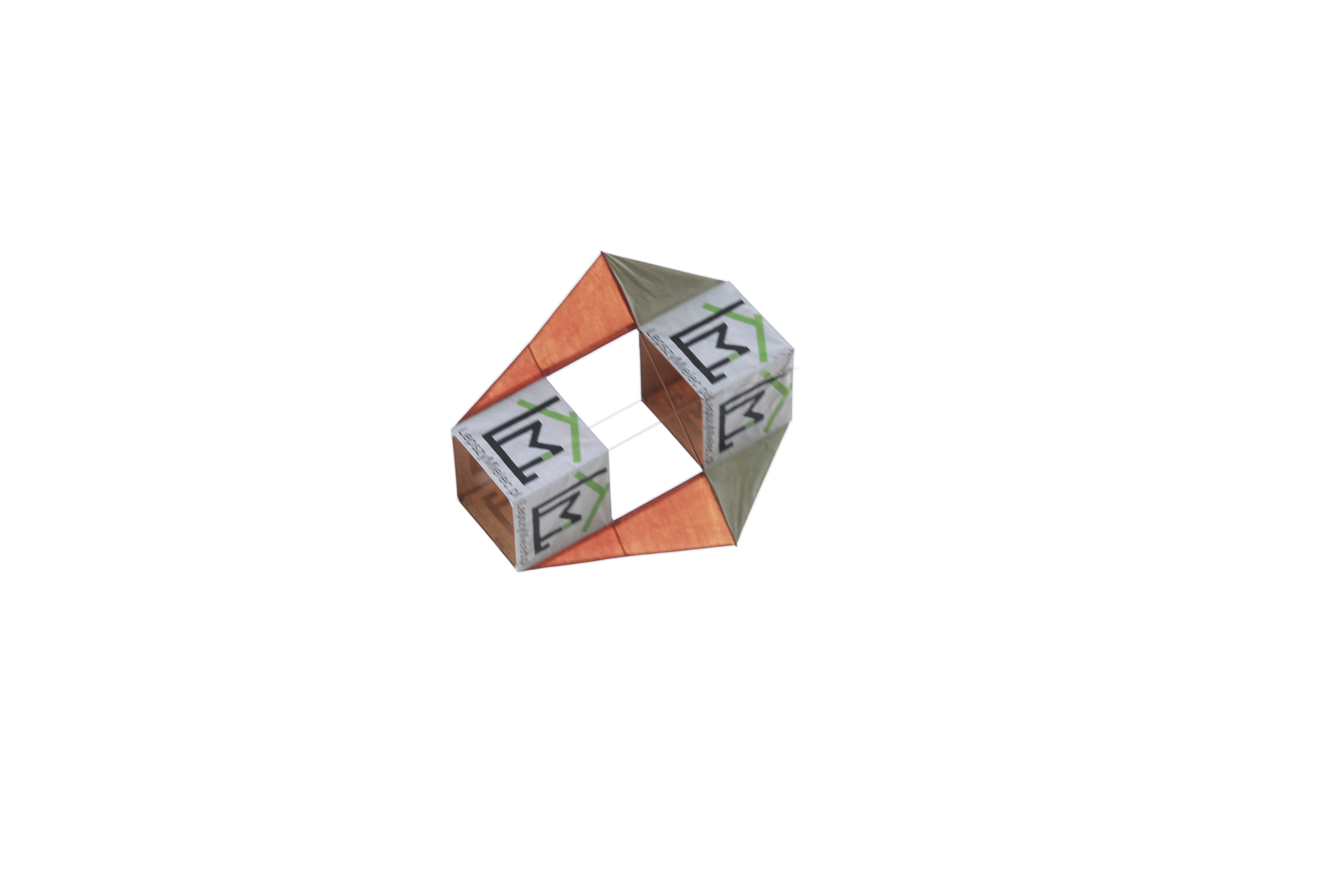
Latawiec skrzynkowy

- Kategoria modeli zdalnie sterowanych:
- F3A – modele akrobacyjne
  - F3Ai/B – modele akrobacyjne do hali
  - F3B – modele szybowców do lotów prędkościowych
  - F3C – modele śmigłowców
  - F3F- modele szybowców do lotów prędkościowych na zboczu
  - F3J – modele szybowców do lotów termicznych powyżej 2m
  - F3J/M – modele szybowców do lotów termicznych poniżej 2m
  - F3K (F6D) – szybowce wyrzucane z ręki
- Kategoria makiet:
  - F4B – makiety na uwięzi
  - F4B/P - półmakiety na uwięzi
  - F4C – makiety zdalnie sterowane
  - F4H - półmakiety zdalnie sterowane
- Kategoria modeli elektrycznych:
  - F5B - szybowce z nap elektrycznym
  - F5D - szybowce wyścigowe z nap. elektrycznym tzw. pylon
- Kategoria F6 Kategoria F6
- Kategoria F7 Kategoria F7
- Kategoria modeli kosmicznych: model rakietoplanu (kat. S4)
  - S1 – rakiety wysokościowe

model rakietoplanu (kat. S4)

  - S3 – modele rakiet czasowych ze spadochronem
  - S4 – modele rakietoplanów
  - S5 – makiety rakiet wysokościowych
  - S6 – modele rakiet czasowych z taśmą
  - S7 – makiety rakiet
  - S8 – zdalnie sterowane modele rakietoplanów
  - S9 – modele rakiet czasowych z opadaniem wirowym

## Modelarstwo lotnicze w Polsce
Polscy modelarze należą do czołówki światowej. Od wielu lat odnoszą sukcesy w konkurencjach modeli kosmicznych i lotniczych.
Polscy modelarze zdobyli w latach 1958- 2004  na najważniejszych zawodach  modelarskich: Światowych Igrzyskach Lotniczych, Mistrzostwach Świata i Europy oraz klasyfikacji końcowej Pucharów Świata łącznie 389 medali t tego: 201 indywidualnych -  67 złotych,  69 srebrnych i 65 brązowych oraz 188 drużynowo, w tym 51 złotych, 63 srebrnych i 74 brązowych. Najbardziej popularnym polskim modelem samolotu jest “Wicherek”, opracował go w 1957 roku Wiesław Schier, postać niezwykle zasłużona dla polskiego modelarstwa lotniczego. Wicherek ma prostą konstrukcję, dlatego często jest budowany przez początkujących modelarzy, jest uniwersalnym modelem budowanym w różnych wersjach i rozmiarach, latającym swobodnie, na uwięzi lub zdalnie sterowanych.

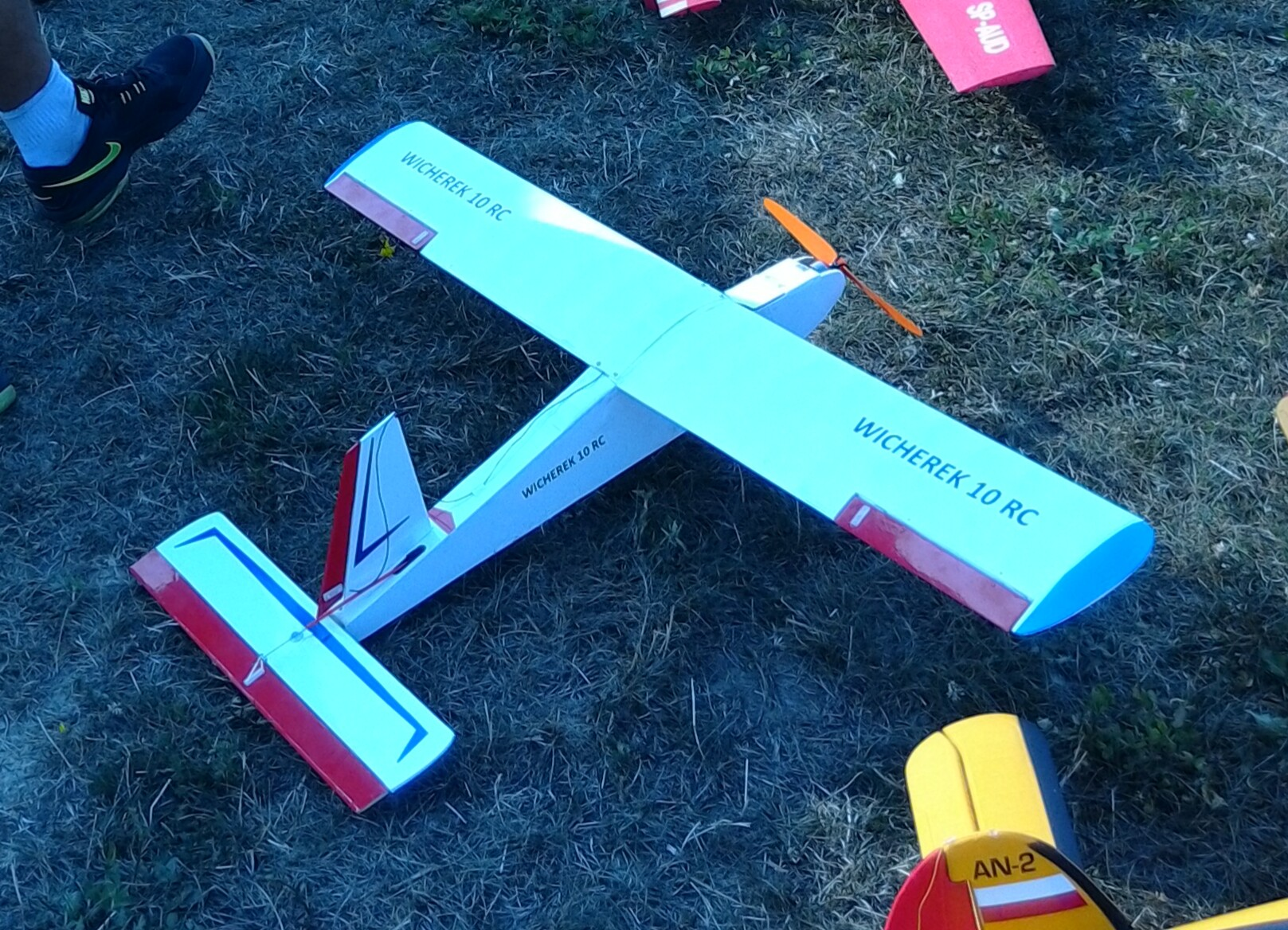
Wicherek 10 RC o rozpiętości skrzydeł 1100mm

### Kalendarium
- 1893 - Czesław Tański zbudował pierwszy  udany model latających o napędzie gumowym, był to model z dwoma śmigłami o rozpiętości skrzydeł 900 mm.
- 1909 - w Łodzi[3][4]powstała “Pierwsza Pracownia Modeli Latających – Samolot”, założona przez M. Bogusławskiego i  Wojciecha Woynę[5], w latach 20. XX w. została przeniesiona do Warszawy  (ul. Hoża 64)[3]
- 1910 - we Lwowie zorganizowano pierwszą w Polsce wystawę modelarstwa lotniczego
- 1923 - Liga Obrony Powietrznej i Przeciwgazowej rozpoczęła propagowanie modelarstwa wśród młodzieży
- 1924 - ukazuje pierwszy numer czasopisma “Młody lotnik” z działem modelarskim
- 1925 - LOPP organizuje w Warszawie pierwszy kurs modelarski i wydaje pierwszy podręcznik modelarski “Modelarstwo Lotnicze” autor Wojciech Woyna
- w Warszawie działa 10 modelarni
- 1926 - w Warszawie odbył się pierwsze w Polsce zawody modelarskie na Polu Mokotowskim w Warszawie, I Wszechpolski Konkurs Modeli latających i redukcyjnych z udziałem: 34 modelarzy, 98 modeli latających, 56 latająco-redukcyjnych
- powstaje w Warszawie Centralna Szkoła Modelarska
- 1927- I Wszechpolski Konkurs Modeli Latających
- 1929 - Ogólnopolskie Zawody Modelarskie na Polu Mokotowskim
- 1935 I Zawody Modeli Szybowców w Ustianowej
- 1937 - w Polsce  było 266 modelarni i 1300 instruktorów modelarskich
- 1942 - w czasie okupacji niemieckiej działało tajne Warszawskie Koło Modelarskie (WKM) które wydawało jedyne w Europie konspiracyjne czasopismo modelarskie “Wzlot", redaktorką naczelną była  Maria Kann a jednym z redaktorów Stanisław Woźniak
- WKM zorganizowało  dwukrotnie zawody modelarskie w 1942 i 1943 roku
- 1946 - w dniach 9-10 czerwca odbyły się pierwsze po wojnie zawody modelarskie na Polu Mokotowskim, powstaje w Polsce  Liga Lotnicza z Wydziałem Modelarstwa
- 1947 – polska ekipa modelarzy wzięła udział w międzynarodowych zawodach modeli latających  w miejscowości Niveles w Belgii, Polacy zajęli III miejsce zespołowe
- 1949 - Liga Lotnicza zrzesza 2500 modelarzy w 132 modelarniach, zorganizowała 200 kursów modelarskich, utworzono siedem składnic modelarskich w największych miastach w Polsce
- 1950 – powołano kadrę narodową modelarstwa sportowego, 17 modelarzy spośród najlepszych w Polsce
- 1952 - w Aeroklubie RP powstaje komisja zajmująca się zatwierdzaniem rekordów lotniczych oraz modelarskich
- 1953 - we Wrocławiu odbyły się po raz pierwszy halowe zawody mikromodeli, startowało 21 zawodników
- po raz pierwszy w Polsce Stanisław Górski wykonał lot modelem samolotu zdalnie sterowanego falami radiowymi
- 1955 - ukazał się pierwszy numer czasopisma „Modelarz” poświęconego wszystkim rodzajom modelarstwa
- 1957 – powstaje Aeroklub PRL w którym powstaje Koła Lotnicze w poszczególnych aeroklubach
- w październiku ukazał się pierwszy numer “Małego modelarza”, miesięcznik zawierający plany modeli kartonowych
- 1958 – powstała Centralna Składnica Harcerska zaopatrująca także modelarzy w materiały do budowy modeli
- 1961 - modelarz Jerzy Kosiński zdobył tytuł wicemistrza świata w klasie modeli z napędem gumowym
- 1962 - w Krakowie zorganizowano po raz pierwszy w Polsce i Europie Zawody Rakiet Amatorskich im K.Siemienowicza, w zawodach wystartowało 125 zawodników
- 1966 - produkowano w Krywałdzie modelarskie silniki rakietowe
- 1972 - Jerzy Ostrowski we Francji w Tuluzie został mistrzem świata w klasie modeli makiet
- Polski konstruktor inż. Mieczysław Foltyński skonstruował modelarski silnik z tłokiem obrotowym MF-03
- 1974 - Międzynarodowa Federacja Lotnicza przyznała po raz pierwszy dla polskiego modelarza honorowe wyróżnienie, dyplom Paula Tissandiera dla Jana Burego
- w Lakehurst na Mistrzostwach Świata w USA  Polacy zdobyli: w klasie modeli halowych I miejsce polska ekipa drużynowo, Ryszard Czechowski zdobył tytuł mistrza świata, w klasie makiet latających na uwięzi polska reprezentacja zajęła  I miejsce a Jerzy Ostrowski zdobył tytuł wicemistrz świata,
- 1977 - Główny Komitet  Kultury Fizycznej i Turystyki nadał tytuły Mistrza Sportu otrzymali modelarze: Jerzy Ostrowski, Edward Ciapała, Juliusz Jarończyk, Jerzy Kosiński,  Stanisław Żurad
- 1980 – po raz pierwszy w Polsce  w Częstochowie odbyły się Mistrzostwa Świata Modeli Latających na Uwięzi z udziałem 371 zawodników z 30 krajów
- 1981 - w Polsce istniało 692 modelarni z 16687 modelarzami[6]

- 1983 - na lotnisku Aeroklubu Podhalańskiego odbyły się  V Mistrzostwa Świata Modeli Kosmicznych
- 1984 - czasopismo modelarskie “Modelarz” otrzymało honorowe wyróżnienie Międzynarodowej Federacji Lotniczej (FAI)
- 1995- Paweł Włodarczyk otrzymał Złoty Medal Modelarski FAI – za dokonanie najbardziej wybitnych osiągnięć sportowych w modelarstwie lotniczym[7]
- 2000 – Paweł Dorsz zdobył tytuł mistrza świata w kategorii wiekowej juniorów konkurencji F1A, mistrzostwa odbyły się Czechach[8]
- 2004 – polscy modelarze juniorzy zdobyli 2 złote medale i 2 srebrne na mistrzostwach świata rozegranych w Czechach, Polacy zajęli pierwsze miejsce w klasyfikacji generalnej (łącznie w konkurencjach F1A, F1B i F1J)
- 2006 – polski sport modelarski obchodził jubileusz 80 - lecia istnienia[9]
- 2014 - Na lotnisku aeroklubu Włocławskiego odbyły się Mistrzostwa Świata Modeli Latających na Uwięzi
- 2014 - Międzynarodowa Federacja Lotnicza przyznała honorowe wyróżnienie, Dyplom Franka Ehlinga oraz odznaczenie Złoty Medal Nilu dla Bogdana Wierzby za wkład w rozwój polskiego modelarstwa oraz pracę w dziedzinie edukacji lotniczej i kosmicznej
- 2017 we Włocławku rozegrane zostały Mistrzostwa Europy Modeli Kosmicznych, polacy zdobyli Drużynowego Mistrza Europy w kategorii rakiet S6A, Sławomir Łasocha zdobył indywidualnego Mistrza Europy. Reprezentacja Polski zdobyła łącznie 18 medali zajmując tym samym drugie miejsce w klasyfikacji ogólnej mistrzostw[10].